# أندرو إف. ماكبرايد
أندرو إف. ماكبرايد هو سياسي أمريكي، ولد في 4 يناير 1869، وتوفي في 1946. نشط حزبياً في الحزب الديمقراطي.